# Micreumenes glaber
Micreumenes glaber är en stekelart som beskrevs av Giordani Soika 1983. Micreumenes glaber ingår i släktet Micreumenes och familjen Eumenidae. Utöver nominatformen finns också underarten M. g. rufinus.